# Commission de la condition de la femme
La Commission de la condition de la femme (Commission on the Status of Women, CSW) est une commission du Conseil économique et social des Nations unies (CESNU), qui fait partie des principaux organismes de l'Organisation des Nations unies. La CSW est « dédiée exclusivement à la promotion de l’égalité des sexes et de l'autonomisation des femmes ». Elle est fondée en 1946. Chaque année, les représentants des États membres se réunissent au siège des Nations unies, à New York, pour évaluer les évolutions en matière d'égalité des sexes, identifier les nouveaux enjeux, établir des critères mondiaux et proposer des mesures tangibles pour favoriser l'égalité des sexes et promouvoir des droits des femmes dans le monde. En avril 2017, le CESNU a élu 13 nouveaux membres à la Commission de la condition de la femme pour un mandat de quatre années, de 2018 à 2022.

## Objectifs et organisation
La Commission de la condition de la femme se réunit une fois par an. L'agence ONU Femmes lui apporte de l'assistance. La commission a pour mission la « promotion de l’égalité des sexes et de l'autonomisation des femmes ». Pour cela, elle doit élaborer des recommandations et des rapports en vue d'améliorer les droits des femmes en ce qui concerne la politique, l'économie, les aspects sociaux et l'éducation. La responsabilité d'un État qui manquerait au respect des droits des femmes peut être mise en cause par cette commission.
Depuis 1987, des programmes de travail pluriannuels sont mis en place par la commission ; au début du XXIe siècle, de nouvelles méthodes de travail lui ont été données.

## Historique
En 1946, le Conseil économique et social des Nations unies (ECOSOC) crée la Commission de la condition de la femme (Commission on the Statut of Women) ; celle-ci vient en parallèle de la Commission des droits de l'Homme,,. La Commission de la condition de la femme passe de 15 États membres à ses débuts à 45 en 1990. Depuis 1992, sa réunion annuelle a lieu à New-York, aux États-Unis. Depuis la quatrième Conférence mondiale sur les femmes à Pékin en 1995, le mandat de la commission a connu un élargissement, avec la surveillance de la réalisation des actions décidées alors, ainsi que la promotion et le développement de l'égalité entre les genres en ce qui concerne les activités onusiennes,.

### Proclamations et traités préparés
- Convention sur le consentement au mariage, l'âge minimum du mariage et l'enregistrement des mariages (1962)
- Déclaration sur l'élimination de la discrimination à l'égard des femmes (1967)

## Composition
En 2012, la commission est composée de 45 États membres. Les membres ont des mandats de durées déterminées. Elle accueille en son sein, à partir de 2022, douze nouveaux membres : le Cap-Vert, la Chine, le Costa Rica, l’Égypte, l'Iran, le Japon, le Liban, la Mauritanie, le Pakistan, le Panama, Trinité-et-Tobago et la Tunisie.

## Polémiques
L'entrée de certains pays, comme l'Iran, dans la commission a fait des remous dans la presse en 2017 puis en 2021, notamment en raison de la condition que connaissent les femmes dans ceux-ci.